# 21P/Giacobini-Zinner
21P/Giacobini-Zinner (cometa Giacobini-Zinner) este o cometă periodică din sistemul solar cu o perioadă orbitală de aproximativ 6,6 ani. A fost descoperită de Michel Giacobini pe 20 decembrie 1900.
Se estimează că nucleul cometei are un diametru de aproximativ 2,0 kilometri.